# Stella – Das blonde Gespenst vom Kurfürstendamm
Stella – Das blonde Gespenst vom Kurfürstendamm ist ein Musical von Wolfgang Böhmer (Musik) und Peter Lund (Text), das der Autor selbst als ein deutsches Singspiel beschreibt. Das Stück wurde am 23. Juni 2016 an der Neuköllner Oper in Berlin uraufgeführt, wobei Frederike Haas in der Titelrolle die Gestapo-Agentin Stella Goldschlag spielte. Viele Szenen des Stückes beruhen auf Fakten und dem wahren Leben der 1922 geborenen Jüdin, andere Szenen sind überspitzt. Die Produktion war insgesamt neunmal im Rahmen des Deutschen Musical Theater Preises 2016 nominiert und wurde in sechs Kategorien ausgezeichnet.

## Inhalt
Stella Goldschlag lebt in der Zeit des Zweiten Weltkrieges in Berlin, und ihr Credo ist Überleben; das ist für sie alles was zählt, denn Stella ist nicht nur jung, schön, blond und umschwärmt, sondern auch Jüdin. Allerdings kann sie mit dieser Glaubensidentität nichts anfangen und kann sich auch nicht mit den orthodoxen Hutträgern, die sich ihre Schläfenlocken um den Finger wickeln, identifizieren. Die 20-Jährige liebt Jazz, und am liebsten würde sie nach Amerika auswandern und dort ein großer Star werden, wie Marlene Dietrich. Leider hat die Familie jedoch kein Ausreise-Visum bekommen, nachdem Hitler angeordnet hat, Berlin endgültig judenrein zu machen. Aus ihrer großen Karriere scheint nichts zu werden, stattdessen bekommt Stella einen gelben Stern.
Im Frühjahr 1943 wird sie verhaftet, und um ihre Eltern vor der Deportation zu schützen, erklärte sich Stella gegenüber dem SS-Hauptscharführer Walter Dobberke bereit, mit den Nationalsozialisten zu kollaborieren. Ihr Auftrag ist es, Berlin nach untergetauchten Juden zu durchforsten, denn Stella besitzt Kenntnisse der Lebensgewohnheiten, Aufenthaltsorte und Treffpunkte anderer Juden. Sie gibt sich als Helferin aus und bekommt von den Enttarnten die Aufenthaltsorte weiterer Untergetauchter mitgeteilt. Sie verrät eine große Zahl von Juden an die Gestapo. Ihren Jugendfreund Samson Schönhaus, der im Untergrund arbeitet und gefälschte Papiere für Juden besorgt, die untertauchen möchten, verrät sie nicht, sondern liefert meist Menschen, die ihr weniger nahe stehen ans Messer.
Immer wieder springen Stellas Gedanken im Stück zwischen den Nachkriegsprozessen, als sie 35 Jahre alt ist, und der Nazizeit hin- und her, und ein Männerquintett, das aus Liebhabern, ihrem Vater und dem Gestapo-Kommandant besteht, flankiert sie hierbei. Ihr Vater, der Schubert liebt, kann keinen anderen Menschen töten, und glaubt auch fest daran, dass kein Mensch, der diesen Komponisten schätzt, so etwas tun könnte. Er ahnt nicht, dass die Angst Menschen Unmenschliches tun lässt, und auch seine eigene Tochter eine grausame Entscheidungen treffen wird. Zwar ist Stella naiv, aber zugleich auch skrupellos, und sie findet in Rolf Isaaksson, ihrem zweiten Ehemann, einen ähnlich naiven und skrupellosen Partner. Später heiratet Stella den Ex-Nazi Friedheim Schellenberg, konvertiert zum Christentum und schweigt zu ihrer früheren Untaten. Das alles kann die deutsche Öffentlichkeit nicht davon ablenken, sich über Stella zu empören, die von ihr als volksverräterische Volljüdin bezeichnet wird. Dennoch weiß niemand so genau, was damals wirklich in Berlin geschah. Am Schluss wird klar, dass Stella nie die Träume ihrer frühen Jugend aufgegeben hat, wenn sie singt: „Ich bin eure ewige Jüdin, euer einziger deutscher Star.“

## Figuren
Die fünf, der Titelfigur in ihren einzelnen Lebensabschnitten an die Seite gestellten, Männer sind alle an reale Personen angelehnt, die in Goldschlags Leben eine Rolle spielten. So war Samson Schönhaus ein Grafiker, der während des Zweiten Weltkriegs von der Gestapo wegen seiner jüdischen Herkunft gesucht wurde und der sich unter anderem durch Passfälschung retten konnte. Schönhaus verstarb nur wenige Monate vor der Premiere des Stückes. Walter Dobberke war zwar SS-Hauptscharführer und Gestapo-Beamter und damit für die Verhaftung vieler Juden verantwortlich, dennoch kollaborierte er mit ausgewählten Juden und widersetzte sich am 22. April 1945 dem Befehl des Judenreferatsleiters Erich Möller, alle noch in den Sammellagern verbliebenen Juden zu erschießen.
Stella Goldschlag: eine jüdische Gestapo-Agentin
Rolf Isaaksohn: ein ebenfalls skrupelloser Nazi-Kollaborateur und Stellas späterer Ehemann
Walter Dobberke: ein SS-Hauptscharführer und Gestapo-Beamter für den Stella untergetauchte Juden aufspürt
Samson Schönhaus: ein unsterblich in Stella verliebter Jude, der im Untergrund mit gefälschten Papieren handelt
Friedheim Schellenberg: Stella Goldschlags dritter Ehemann
Stellas Vater: ein Mann der Schubert liebt

## Hintergrund und Titel
Das Jüdische Leben in Berlin  blickt auf eine lange Geschichte zurück. Seit 1671 gibt es dauerhaft eine jüdische Bevölkerung in Berlin, die im 19. und zu Beginn des 20. Jahrhunderts bis auf 173.000 Menschen im Jahre 1925 anwuchs. Die jüdische Bevölkerung spielte in dieser Zeit eine wichtige und prägende Rolle in Berlin. In der Zeit des Nationalsozialismus wurden 55.000 Juden Opfer der Shoa. In der Kantstraße 158 befand sich in der Zeit des Nationalsozialismus der Sitz der Reichsvereinigung der Juden in Deutschland. Mit der Vertreibung und Ermordung der Juden, die das Erscheinungsbild und die Ausstrahlungskraft des Kurfürstendamms mitgeprägt hatten, veränderte sich auch die Stadt. Es kam in Berlin zu Ausrufen wie Vertreibt die Juden vom Kurfürstendamm! und Raus mit den letzten Juden aus Deutschland!, und es kam bereits viele Jahre vor den Novemberpogromen im Jahr 1938 zum Kurfürstendamm-Krawall von 1931, bei denen Passanten, die jüdisch aussahen, tätlich angegriffen wurden, ebenso beim Kurfürstendamm-Krawall von 1935 kurz vor der Verabschiedung der Nürnberger Gesetze.
Im März 1943 versteckten sich in Berlin etwa 5.000 Juden vor der Deportation. Die Gestapo rekrutierte jüdische Fahnder, um diese „Illegalen“ aufzuspüren. Stella Goldschlag, die später Stella Kübler hieß, gehörte zu den effektivsten „Greifern“, wie der „jüdische Fahndungsdienst“ von den Untergetauchten genannt wurde. Die blonde, blauäugige Schönheit, Tochter zweier Musiker, die erst mit den Nürnberger Rassengesetzen von ihrer jüdischen Herkunft erfuhr, strebte eine Karriere als Sängerin an, musste jedoch Modezeichnen studieren, ehe sie zur Arbeit zwangsverpflichtet wurde. Sie floh jedoch, wurde gefangengesetzt und von der Gestapo gefoltert, entkam aber wieder bei einem Luftangriff aus dem Gefängnis. Danach stellte sich Goldschlag aber in dem Sammellager, in dem auch ihre Eltern waren, und um das Leben ihrer Eltern und ihr eigenes zu retten, verpflichtete sie sich dazu, Juden in Berlin aufzuspüren, die hiernach in die Konzentrationslager gebracht wurden. Sie erhielt eine Pistole von der Gestapo und verhaftete enttarnte Juden teilweise sogar selbst. Die Zahl der von ihr Verratenen soll in die Hunderte oder gar Tausende gehen, andere gehen von bis zu 300 untergetauchte Juden aus, und so wurde sie zur gefürchtetsten Greiferinnen der Gestapo. Sie erhielt den Beinamen das „blonde Gespenst vom Kurfürstendamm“. Zwar floh Goldschlag während Schlacht um Berlin nach Liebenwalde und bekam eine Tochter, allerdings wurde sie verraten, als sie die sowjetische Geheimpolizei mit der Gestapo gleichsetzte und zunächst der Jüdischen Gemeinde übergeben. Hier versuchte sie einen Status als Opfer einzureichen und einen Ausweis als „Opfer des Faschismus“ zu erhalten, wurde allerdings von Überlebenden erkannt, kahlgeschoren, wobei die von ihrer Gemeinde auch als das „blonde Gift“ bezeichnete Jüdin ihr Markenzeichen, die goldenen Locken, verlor, und den Sowjets übergeben.
Nach dem Zweiten Weltkrieg wurde Goldschlag als „Volksverräterin“ vor Gericht gestellt. Der Prozesszeuge Paul Regensburger berichtete, wie Goldschlag insbesondere am Kurfürstendamm durch eine List Juden aufspürte, indem sie sich als Jüdin zu erkennen gab und sich so das Vertrauen der Untergetauchten erschlich. Vorzugsweise soll sie sie an Walter Dobberke verraten haben. Der ehemalige Buchenwaldhäftling Robert Zeiler, der im Prozess als einer der ersten Zeugen der Anklage gegen Goldschlag aussagte, kannte diese bereits aus Kindertagen. Er schilderte im Prozess, was er im Juni 1943 an der Ecke Kurfürstendamm/Leibnizstraße beobachtet hatte. Dort halfen Goldschlag und ihr Freunde Rolf Isaaksohn gerade der Gestapo, einige Juden, die sie in nahe gelegenen Cafés aufgespürt hatten, auf einen Lastwagen zu laden. Auch wenn Goldschlag vor Gericht hartnäckig ihre Taten leugnete wurde sie zu zehn Jahren Zwangsarbeit verurteilt.
Später konvertierte Goldschlag zum Christentum, heiratet 1958 in dritter Ehe einen Nazi und wurde bekennende Antisemitin. 1994 beging Goldschlag im Alter von 72 Jahren Selbstmord. Peter Wyden, der erst nach dem Krieg von Stella Goldschlags Verrat erfahren hatte, schrieb später im Rahmen der Holocaust-Forschung ein Buch mit dem Titel Stella – eine Jüdin auf Judenjagd für die Gestapo im Berliner Untergrund (III), in dem er am Beispiel seiner früheren Mitschülerin Stella Goldschlag aufzeigte, wie jüdische Nazi-Opfer in Berlin zu Mittätern wurden. Alleine in Berlin-Charlottenburg erinnern 1337 Stolpersteine an das Schicksal der Menschen, die im Nationalsozialismus ermordet, deportiert, vertrieben oder in den Suizid getrieben wurden, viele davon am Kurfürstendamm, einer der Hauptwirkungsstätten von Goldschlag.
Aus diesem scheinbar Musical-untauglichen Stoff haben Wolfgang Böhmer und Peter Lund ein Singspiel gestrickt. Ingrid Wanja bemerkt hierzu, es sei kaum zu glauben, dass das Schicksal der jüdischen Deutschen oder deutschen Jüdin Stella nie zuvor das Interesse von Roman- oder Theaterschriftstellern, von Filmregisseuren oder von Komponisten gefunden hat und dies, abgesehen von ganz wenigen künstlerischen Verarbeitungen, mit Stella – Das blonde Gespenst vom Kurfürstendamm erstmals geschehen sei. Für die Germanistin Anja Röhl sind Lund und Böhmer hierbei das Risiko eingegangen durch die Aufdeckung der Hintergründe, besonders in diesem Fall, wo die Täterin der Hauptopfergruppe angehört, Mitleid für Goldschlag zu erregen, das aber immer wieder verhindert werde, kurz bevor es sich aufdrängt. Eine gute Recherche liege dem Stück zu Grunde, so Röhl, das zeige wie ein Mensch so wird, wie er wird.

## Liste der Lieder (Auswahl)
- Stimmen
- Der Prozess
- Star
- Eichmanns Aussage
- Tanz mir mir
- Das Lied vom ungewollten Erbe
- Wohin
- Schatz wo warst du solang
- Die Moritat vom Möbelwagen
- Der Beschwerdebrief
- Im Vorübergehen

## Erste Spielzeit in Berlin (23. Juni bis 7. August 2016)

### Aufführungsinformationen

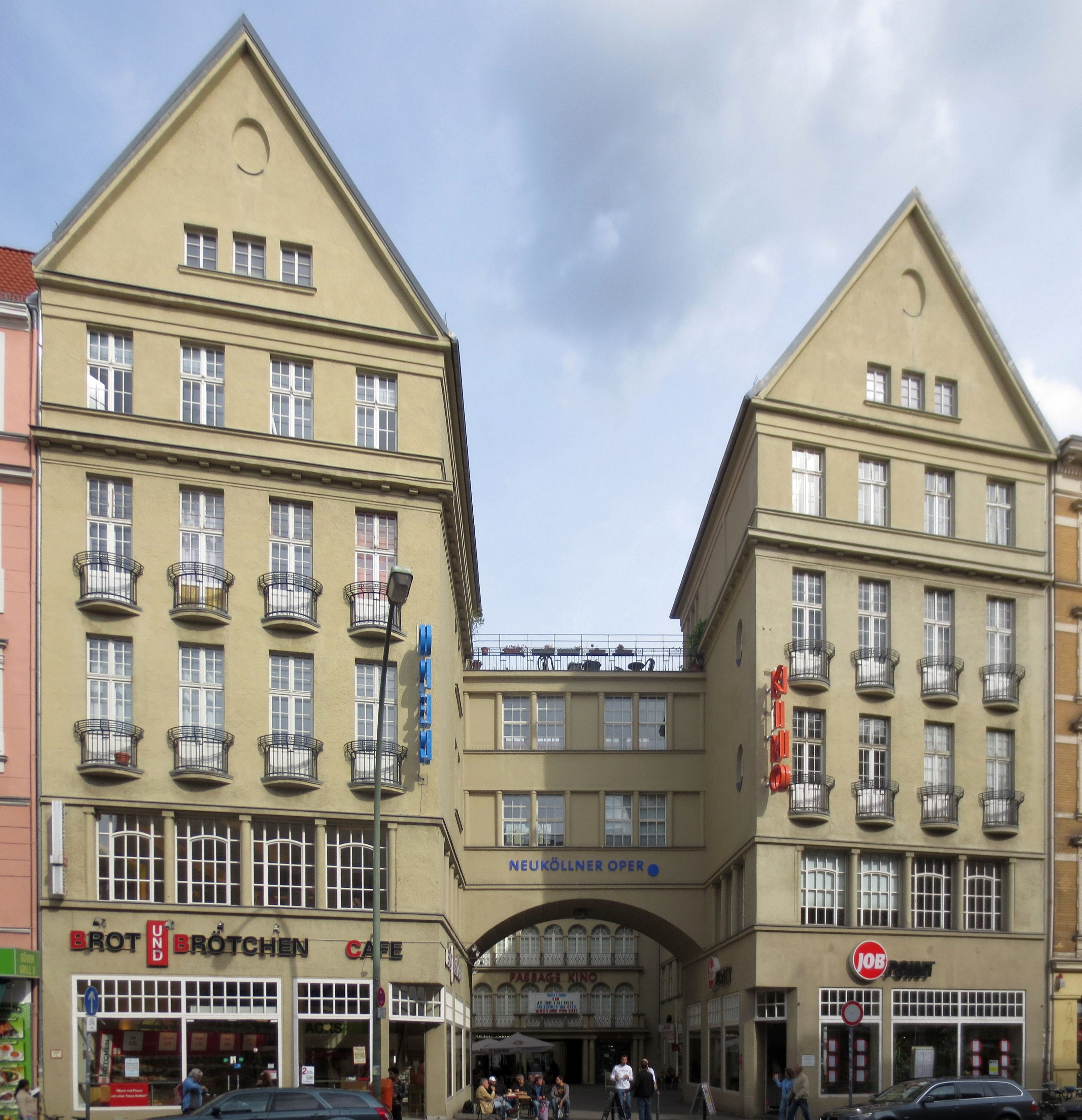
Das Stück feierte in der Neuköllner Oper in Berlin seine Premiere

Das Stück feierte am 23. Juni 2016 in der Neuköllner Oper in Berlin seine Premiere. Berlin ist auch der Handlungsort des Stückes und die Geburtsstadt von Stelle Goldschlag.

### Inszenierung
Die Regie übernahm Martin G. Berger. Die Inszenierung, so Julia Weber von MusikulturBerlin, sei vielschichtig und engmaschig, und immer wieder lasse der Regisseur die Grenzen zwischen dem Zeitpunkt der Gerichtsverhandlung und den Rückblenden auf Stellas Handeln im Krieg zerfließen.

### Besetzung und Ensemble

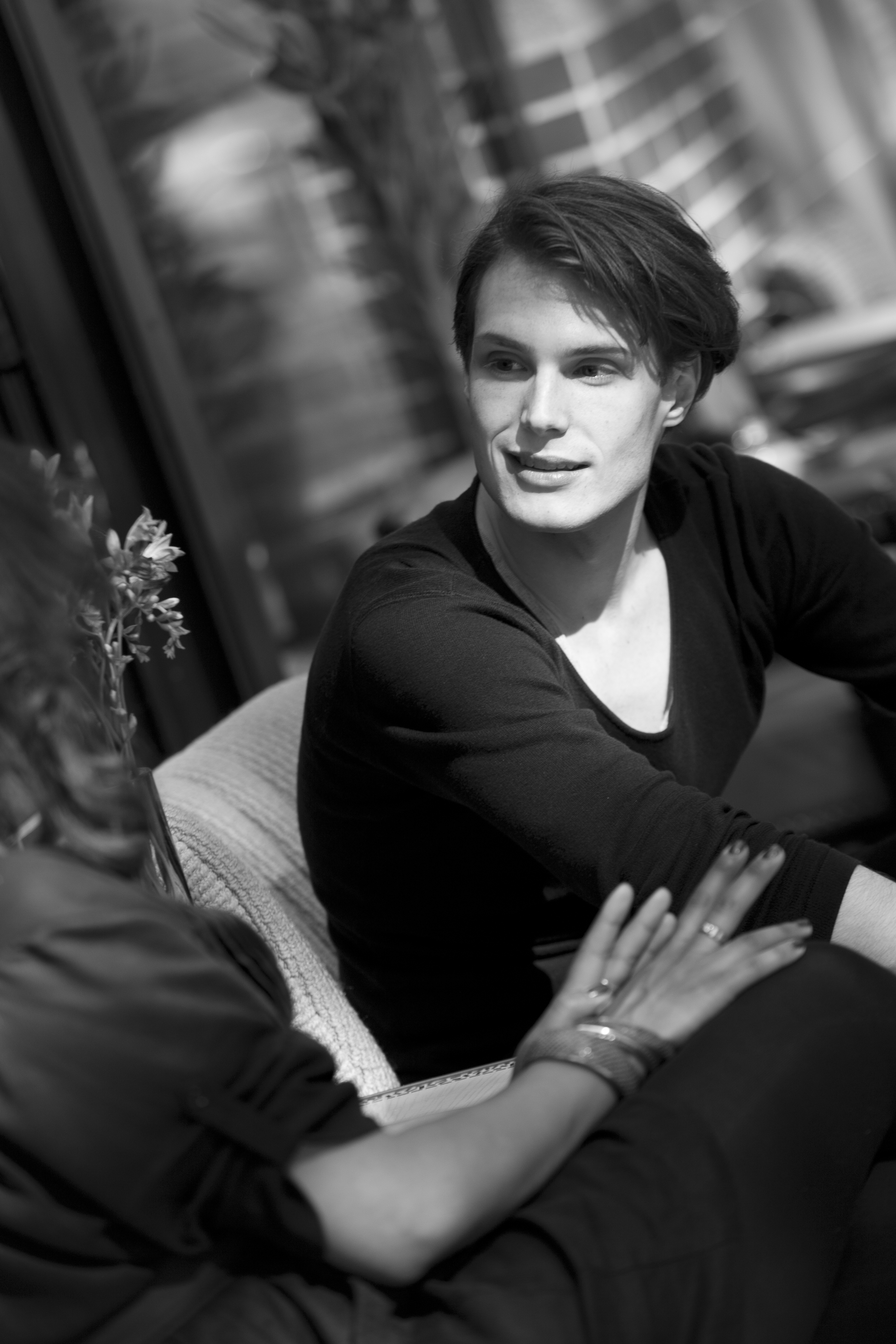
Jörn-Felix Alt spielt im Stück Rolf Israel Isaaksohn

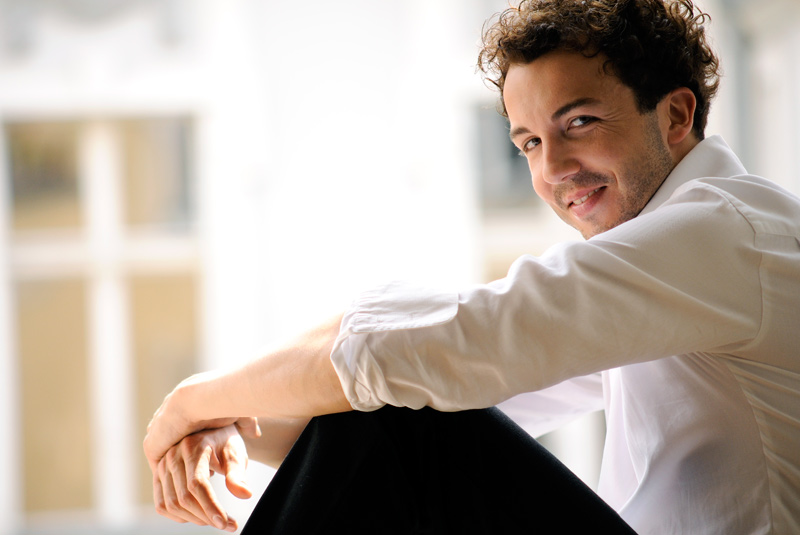
Samuel Schürmann spielt Samson Schönhaus

#### Besetzung
- Regie: Martin G. Berger
- Musikalische Leitung / Einstudierung: Hans-Peter Kirchberg, Tobias Bartholmeß
- Choreographie: Marie-Christin Zeisset
- Ausstattung: Sarah-Katharina Karl
- Video: Roman Rehor
- Dramaturgie: Carola Cohen-Friedlaender

#### Ensemble
- Jörn-Felix Alt: Rolf Israel Isaaksohn u. a.
- Frederike Haas: Stella Goldschlag
- Isabella Köpke: Yvonne, Stellas Tochter
- Victor Petitjean: Walter Dobberke u. a.
- Markus Schöttl: Adolf Eichmann / Friedheim Schellenberg u. a.
- David Schroeder: Vater Goldschlag u. a.
- Samuel Schürmann: Samson Schönhaus u. a.

## Rezeption

### Kritiken
Gunda Bartels vom Tagesspiegel sagt über die Hauptdarstellerin der ersten Spielzeit: „Großartig wie differenziert und mit kraftvollem Stimm- und Körpereinsatz Frederike Haas die mal von Geltungssucht und Eigennutz, mal von Angst und Liebe getriebene Stella spielt. Sie verkörpert genau die rücksichtslose Aura, die Menschen im Guten wie im Schlechten zum Außergewöhnlichen befähigt.“

### Auszeichnungen
Deutscher Musical Theater Preis 2016
- Auszeichnung als Bestes Musical
- Auszeichnung für die Beste Komposition (Wolfgang Böhmer)
- Auszeichnung in der Kategorie Bestes Buch (Peter Lund)
- Auszeichnung in der Kategorie Beste Liedtexte (Peter Lund)
- Auszeichnung als Beste Darstellerin (Frederike Haas)
- Auszeichnung in der Kategorie Beste Regie (Martin G. Berger)
- Nominierung für die Beste Choreographie (Marie-Christin Zeisset)
- Nominierung für das Beste Bühnenbild (Sarah Katharina Karl)
- Nominierung für die Beste musikalische Gestaltung (Wolfgang Böhmer)

Deutscher Musical Theater Preis 2018
- Nominierung als Bestes Revival